# Kimio Yada
Kimio Yada (ur. 17 września 1913 w Yatsushiro, zm. 4 grudnia 1990) – japoński lekkoatleta, skoczek wzwyż i trójskoczek.
Podczas igrzysk olimpijskich w Berlinie (1936) zajął 5. miejsce w skoku wzwyż z wynikiem 1,97 m.

## Rekordy życiowe
- Skok wzwyż – 1,98 (24 września 1933, Tokio) były rekord Japonii[1]